# Микрофизиометрия
Микрофизиометри́я — измерение in vitro функций и жизнедеятельности органов, тканей или клеток и соответствующих физических и химических явлений в очень малых (микрометрических) масштабах. Термин «микрофизиометрия» появился в научной литературе в конце 1980-х гг.
Основные параметры, которые определяются при микрофизиометрии, включают pH, концентрацию растворённого кислорода, глюкозы и молочной кислоты, причём особое внимание уделяется первым двум. Экспериментальное измерение этих параметров в сочетании с жидкостной системой для поддержания культуры клеток и контролируемым применением лекарств или токсинов позволяет получить количественные показатели скорости внеклеточного закисления (англ. Extracellular Acidification Rate, ECAR), скорости потребления кислорода (OUR) и скорости потребления глюкозы или высвобождения лактата для характеристики метаболического состояния.
Поскольку методы, используемые в микрофизиометрии, не требуют применения меток, возможно динамическое наблюдение за клетками или тканями в течение нескольких дней и даже дольше. В более длительном временном масштабе динамический анализ метаболического ответа клетки на экспериментальное воздействие позволяет выделить острые эффекты (например, через час после воздействия), ранние (например, через 24 часа) и отсроченные, хронические эффекты (например, через 96 часов). Как отмечается в работе Alajoki et al., «концепция заключается в том, что можно обнаружить активацию рецепторов и другие физиологические изменения в живых клетках путём мониторинга активности энергетического метаболизма».